# Bulbophyllum apheles
Bulbophyllum apheles là một loài phong lan thuộc chi Bulbophyllum.